# Chelsea (Iowa)
Chelsea es una ciudad situada en el condado de Tama, en el estado de Iowa, Estados Unidos. Según el censo de 2010 tenía una población de 267 habitantes.

## Geografía
Según la Oficina del Censo de los Estados Unidos, la localidad tiene un área total de 2,61 km², la totalidad de los cuales 2,61 km² corresponden a tierra firme.

## Demografía
Según el censo de 2010, había 267 personas residiendo en la localidad. La densidad de población era de 102,3 hab./km². Había 111 viviendas con una densidad media de 42,53 viviendas/km². El 79,03% de los habitantes eran blancos, el 3,37% amerindios, el 17,23% de otras razas, y el 0,37% pertenecía a dos o más razas. El 34,08% de la población eran hispanos o latinos de cualquier raza.